# Aster handelii
Aster handelii là một loài thực vật có hoa trong họ Cúc. Loài này được Onno mô tả khoa học đầu tiên năm 1932.